# Eric Abraham
Eric Anthony Abraham, född i Kapstaden i Sydafrika, är en brittisk teve-, teater- och filmproducent samt bokförläggare.
Eric Abraham växte upp i förorten Wynberg i Kapstaden och utbildade sig på University of Cape Town. Han arbetade därefter som korrespondent för South African News Agency och rapporterade också till bland andra Guardian och BBC. Han flydde till Botswana, och reste vidare till Storbritannien, i början av januari 1977 efter att ha blivit förföljd av apartheidregimen, arresterad och blivit satt i husarrest i november 1976 på grund av sitt journalistarbete.  Han var därefter utestängd från Sydafrika i 15 år.
Han var producent för BBC:s Panorama under många år och därefter film- och teaterproducent. 
Eric Abraham grundade 2005 tillsammans med sin fru Sigrid Rausing och Philip Gwyn Jones bokförlaget Portobello Books. Samma år köpte Portobello Books tidskriften Granta och förlaget Granta Books.

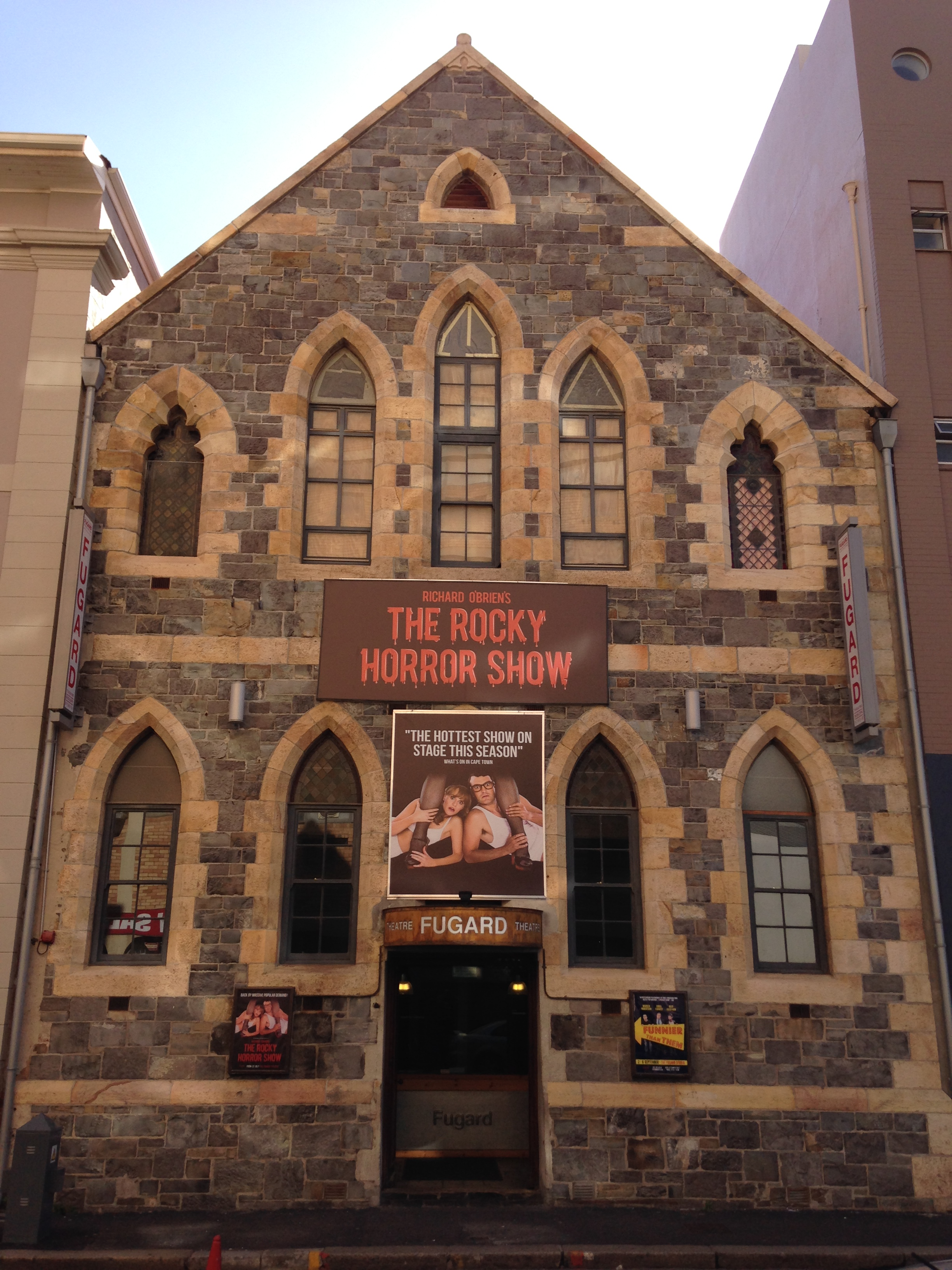
The Fugard Theatre i Kapstaden, medgrundad av Eric Abraham

Han har också varit medgrundare av The Fugard Theatre i District Six i Kapstaden, namngiven efter Athol Fugard. Den ligger i den ombyggda Sacks Futeran building med tidigare klädeslagerlokaler och den ombyggda Congregational Church Hall. Den invigdes i februari 2010.

## Producerade TV- och biograffilmer i urval
- A Murder of Quality, baserad på en roman av John le Carré
- Teve-kriminalserien Dalziel & Pascoe
- Danny the Champion of the World, baserad på en ungdomsbok av Roald Dahl
- The Life and Extraordinary Adventures of Private Ivan Chonkin i samarbete med och Jiří Menzel
- Dark Blue World and Empties i regi av Jan Svěrák
- Kolya, 1996, i regi av Jan Svěrák, som också var medproducent (vinnare av Golden Globe Award för bästa utländska film)
- The War Zone i regi av Tim Roth
- Mojo and Birtday Girl i regi av Jez Butterworth
- Quite Chaos  i regi av Nanni Moretti
- The Forgiveness of Blood i regi av Joshua Marston
- Kooky, 2010, i regi av Jan Svěrák